# Line Dance

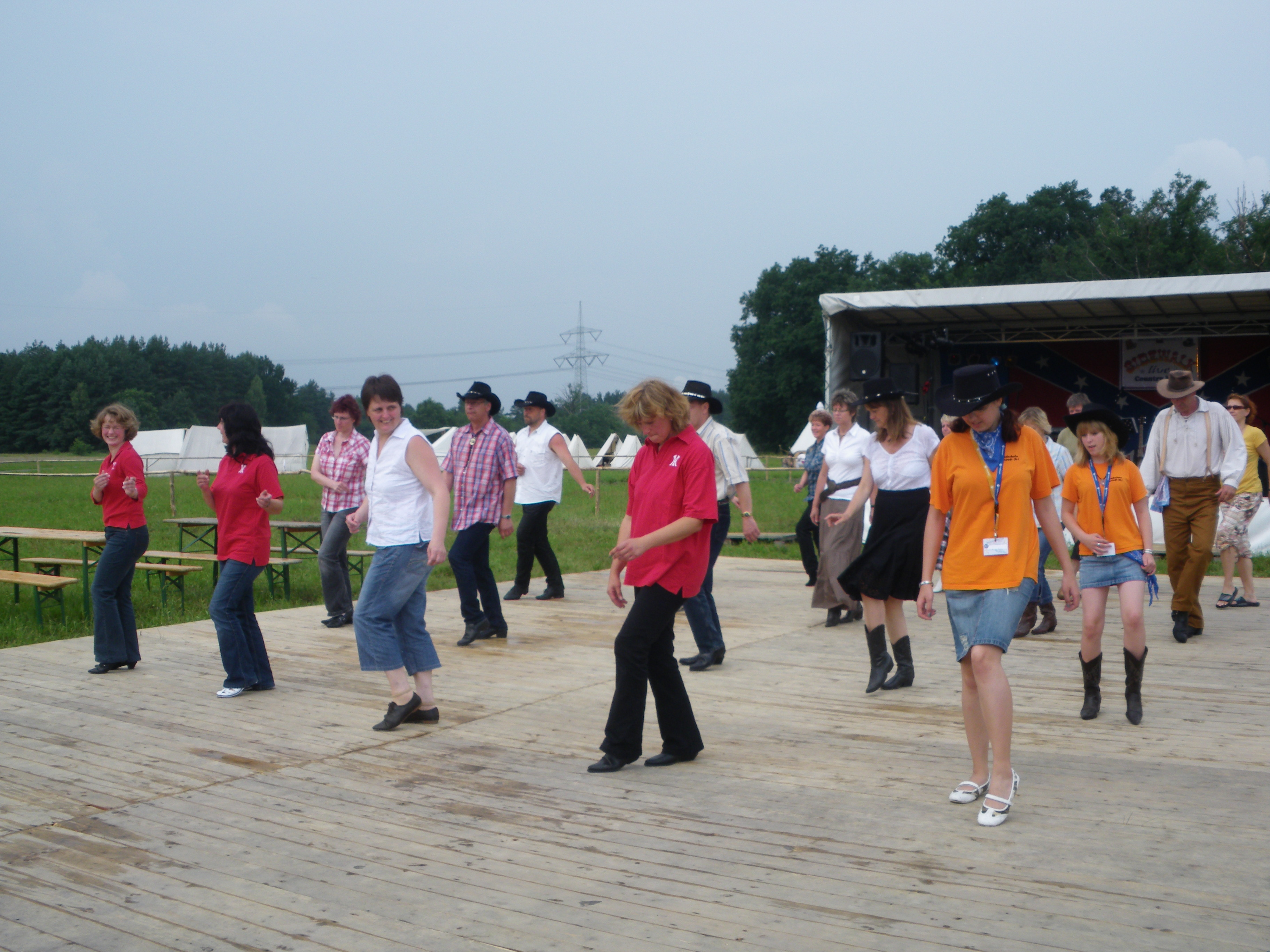
Linedancer aus verschiedenen Gruppen (2009)

Line Dance ist eine choreografierte Tanzform, bei der einzelne Tänzer in Reihen vor- und nebeneinander tanzen (Reihentanz). Die Tänze sind passend zur Musik choreografiert, die meist aus den Kategorien Country und Pop stammt.

## Geschichte
Line Dance ist konzeptionell ein Gruppentanz, auch wenn Soli möglich sind. Damit bildet der heutige Line Dance (nicht zu verwechseln mit anderen historischen Linien-Tanz-Arten) das Gegenstück zu traditionellen und modernen Formen des Paartanzes.
Der Line Dance entwickelte sich gemäß den gesicherten Berichten im Laufe des 20. Jahrhunderts hauptsächlich in den USA, teilweise aus dem Showtanz. Die amerikanische Fernsehsendung American Bandstand (1952 bis 1989) hatte bereits im ersten Jahr 1952 eine wöchentliche Rubrik, in der die jeweils neuesten Line Dances vorgestellt wurden. Der Beitrag von Line Dance zur damaligen Tanzkultur in Clubs und Tanzlokalen war eine Ergänzung zum vorherrschenden Paartanz. In Europa, bedingt durch die Nachkriegsordnung des Zweiten Weltkriegs und der verbreiteten Meinung, dass insbesondere die amerikanische Musik besonders modern sei, wurde auch Line Dance, etwa ab den 1960er Jahren, in Diskotheken öffentlich praktiziert.
Einer der bekanntesten, noch heute getanzten Line Dances, der Electric Slide – auch als Freestyle bekannt, wurde 1976 von Ric Silver zu der Eröffnung der Discothek Vamps am Broadway in New York City choreografiert. Zusätzliche öffentliche Beachtung erhielt Line Dance unter anderem durch eine szenische Darstellung im erfolgreichen Tanzfilm Saturday Night Fever mit John Travolta aus dem Jahr 1977, der die Tanzclub- und Disco-Szene im New Yorker Stadtteil Brooklyn als Rahmen aufgreift.
Schließlich wurde der Line Dance von der US-Country-Musik-Industrie als Marketinginstrument aufgegriffen. Diese kombinierte ihn mit ihrer Musik und bestimmte damit dessen primäre Wahrnehmung in der Öffentlichkeit für mehrere Jahrzehnte. Das führte unter anderem zur Zuordnung von Line Dance zur Kategorie Country- und Westerntanz. Als Meilenstein zur endgültigen amerikanischen und weltweiten Verbreitung gilt der Country-Song Achy Breaky Heart von Billy Ray Cyrus aus dem Jahr 1992, dem mehrere sehr bekannte und beliebte Line Dances choreografisch zugeordnet sind.
Zwischenzeitlich hat sich Line Dance in Art und Umfang zu einer eigenständigen Tanzart entwickelt. Das verwendete Musikspektrum besteht weiterhin aus Pop- und Disco- und Country-Stücken, jedoch sind viele andere tanzbare Genres dazu gekommen, so etwa Rock, Klassik und die zahlreichen Arten regionaler Musik. In Deutschland ist Line Dance als Freizeitsport seit 2002 anerkannt. In vielen Sportvereinen wurden Line-Dance-Kurse eingerichtet. Zur Beliebtheit trägt auch bei, dass man keinen Partner benötigt. Im Rahmen des Deutschen Tanzsportabzeichens (DTSA) gibt es eine eigene Prüfung für Line Dance.

## Choreografie
Meist hat ein Autor eine Choreografie speziell für genau eine Interpretation eines Musiktitels entwickelt. Oft werden für die fixierten Schrittfolgen noch weitere, alternative Musiktitel angegeben. Die Fixierung von Choreografien erfolgt per Schrittbeschreibung (häufig auch engl. Step sheet). Immer noch sehr häufig wird Country-Musik, oft von modernen Interpreten wie Shania Twain oder Keith Urban verwendet. Auch werden Choreografien zu aktuellen Popsongs oder Rock-’n’-Roll-Oldies verfasst. Das Tempo der gewählten Musik und damit der verfügbaren Choreografien umfasst ein breites Spektrum. Es wird meist angegeben, an welchen Kenntnis- und Fähigkeitsstand der Tänzer sich die jeweilige Choreografie richtet.
Die Choreografien tragen Namen wie beispielsweise Bread and Butter, Electric Slide oder Just a Kiss. Während Anfänger mit einem Repertoire von etwa 10 bis 20 Tänzen zu fast jeder Musik passende Schrittfolgen finden können, beherrschen Fortgeschrittene oft hundert oder mehr Tänze. Die einzelnen Tänze lassen sich nach ihrer Verwandtschaft zu anderen Tanzstilen in Gruppen kategorisieren. Es finden sich dabei Begriffe wie Walzer, Cha-Cha-Cha, Rumba, Polka und viele weitere Klassen und Bezeichnungen des Paartanzes wieder. Mittels Oberbegriffen wird eine Zuordnung zu den jeweiligen Musikrichtungen und Rhythmen vorgenommen:
Rise & Fall
Langsamer Walzer, Wiener Walzer, Slow Foxtrott, Quickstep
Smooth
Tango,  Hustle, Two Step, West Coast Swing, Paso Doble
Cuban
Cha Cha Cha, Mambo, Rumba, Merengue, Samba, Salsa, Bachata
Lilt
East Coast Swing, Jive, Polka
Um den zur Verfügung stehenden Platz auf Veranstaltungen nicht zu sehr zu beanspruchen, wurde aufbauend auf den schon länger existierenden Tanzordnungen der Tanzflächen bei Standard und Latein eine Aufteilung entwickelt, die auch Line Dance einschließt.

### Aufbau
Die Schrittfolgen einer Choreographie wiederholen typisch nach einem Vielfachen von 8 Schritten, bei Walzer nach 6 Schritten. Häufig sind es 32, 48 oder 64 Schritte. Andere Schrittzahlen sind möglich und werden auch benutzt. Diese werden häufig durch Zwischenschritte (Synkopen) ergänzt, die z. B. auf & (z. B. Shuffle/Chassé) bzw. auf a (vgl. Samba Rhythmen) in der tatsächlichen effektiven Länge gesteigert werden. Je nach Anzahl und Abfolge der im Tanz enthaltenen Drehungen können die Tänzer nach Ende der Schrittfolge in eine andere Richtung (zur Wand, englisch: Wall) blicken. Man spricht daher von 1-Wall-, 2-Wall- oder von 4-Wall-Tänzen. Vereinzelt werden auf den niedergeschriebenen Choreographien sogar die beiden möglichen Drehrichtungen, wie durch die Wände-Definition erreicht, vermerkt – das sind „im Uhrzeigersinn“ (engl. clockwise, CW) und gegen den Uhrzeigersinn (engl. counter clockwise, CCW).
Es gibt mehr als 50 Tänze, die als phrased bezeichnet werden und die sich durch eine Aneinanderreihung von Einzelsequenzen darstellen. Hierbei werden mehrere Passagen so kombiniert, dass sie dem Musikstück weitestgehend angeglichen sind. Kleinere Abweichungen von einem Standard-Muster werden dagegen als restart (Abbruch der Sequenz mit Neustart) oder tag/Brücke (spezielle Überleitung mit wenigen Takten) bezeichnet; weiterhin gibt es Initial- und Final-Sequenzen, die allesamt nur mit einer speziellen Interpretation des entsprechenden Musikstücks sinnvoll zu kombinieren sind.
Als Variationen (engl. Variations) werden Erweiterungen des Grundmusters einer bestehenden Choreographie bezeichnet. Sie können versehentlich zustande kommen, spontan entdeckt werden oder auch selbst choreographiert sein. Dabei ist es (mit Ausnahme von Solos) wichtig, dass die Laufrichtung des Tanzes erhalten bleibt und der Freiraum der Tanznachbarn nicht über Gebühr beeinträchtigt wird. So ist es z. B. möglich, aus zwei geraden Schritten nach vorne eine progressive ganze Drehung mit zwei Schritten zu machen. Sehr viele Variationen lassen insbesondere die in einfachen Choreografien meist nicht oder nur sehr vereinzelt angegebenen Armbewegungen zu. Anlehnung an die bei den Paartanzarten bemühten Bewegungen sind möglich, genauso wie die Wahl von Posen für Halte-Schritte und das Finale.
In fortgeschrittenen Stufen des Turnier-Tanzes sind Variationen meist nicht nur erlaubt, sondern sogar ein ganz wichtiges weiteres Wertungselement, weil hiermit die individuelle Kreativität im Vorfeld durch die Auswahl sowie die Fähigkeit zur gefälligen Umsetzung mit Geist und Körper durch den Tänzer bewertet werden kann. Auf freien Tanzveranstaltungen zu Konserven- oder Live-Musik sind Variationen ebenso anzutreffen, sofern im Sinne der Sicherheit die Abstände zwischen den Tänzern für die zusätzlichen Bewegungen groß genug sind und im Sinne der Etikette keine anderen Tänzer beständig aus ihrer Konzentration gebracht werden.

### Schritte
Eine Choreographie besteht aus Grundschritten (Basic Steps), die einen englischen Namen haben. Ein Grundschritt besteht aus 2 oder mehr Schritten. Beispiele sind
Rock Step
ein Schritt vorwärts und das Gewicht zurück auf den anderen Fuß.
Step Turn
Schritt nach vorne und auf diesem Fuß eine viertel oder halbe Drehung ausführen, Gewicht am Ende auf dem anderen Fuß.
Grapevine
Schritt zur Seite, mit dem anderen Fuß hinter dem Fuß kreuzen, den ersten Fuß wieder zur Seite, den anderen Fuß daneben stellen.
Es gibt mehr als 50 Grundschritte.

### Dancefloor-Etiquette

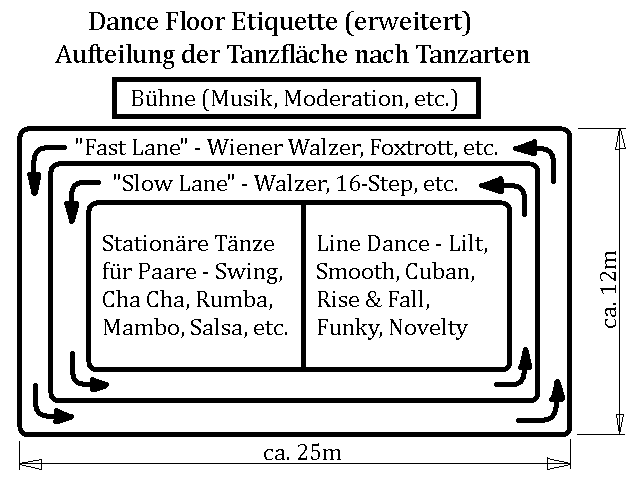
Aufteilung für Standardtänzer, Line Dancer und Couple Dancer

Die Dancefloor-Etiquette (auch: Line-Dance-Etikette) regelt als sogenannter „Knigge des Tanzbodens“ insbesondere die zeitgleiche Ausführung verschiedener Tanzstile auf demselben Tanzboden zur selben Musik. Dabei bewegen sich mobile Paartänzer auf zwei Kreisbahnen gegen den Uhrzeigersinn um die nicht so mobilen Line Dancer und andere mehr auf der Stelle tanzenden Paartänzer herum. Neben den Platzierungsfragen hält die Dancefloor-Etiquette auch das Verhalten neben der Tanzfläche fest.

## Kleidung
Bei Tanzveranstaltungen gibt es keine Kleiderordnung. Sofern eine bestimmte Musikrichtung vorgegeben ist, wählen viele Tänzer passende Accessoires. Die Bekleidungsrichtlinien für Meisterschaften finden sich in ihren Regelwerken.
Turniertänzer wählen oft aufwändige Tanzkleidung, wie sie in ähnlicher Form im Bereich der Standard- und Lateintänze zu finden ist. In der Turnierkategorie „Funky-Tanz“ werden gerne dem Hip-Hop und verwandten Stilen zugehörige Kleidung gewählt. Bei Country-Musik gehören oft Stiefel, Gürtel mit dekorativer Schnalle, Bolotie und Cowboyhut dazu.

## Meisterschaften
Vor allem die größeren Line-Dance-Meisterschaften werden meistens im Kontext von Meisterschaften für Country- und Westerntanz abgehalten. Die Teilnehmer in den diversen Disziplinen des Line Dance stellen dabei häufig das Gros der antretenden Tänzer dar. Meisterschaften werden von drei großen internationalen Organisationen veranstaltet. Die UCWDC (United Country Western Dance Council), gegründet 1989 in den USA, organisiert Turniere in Line- und Couple-Dance in den USA und Europa. 2002 entstanden die Masters in Line (MIL), die hauptsächlich in Europa, aber mittlerweile auch in Afrika, Nordamerika und Asien Turniere und Social-Dance-Events ausrichten.
Die neueste Organisation nennt sich World Country Dance Federation (WCDF) und veranstaltet Meisterschaften in Europa. Alle drei richten neben lokalen und nationalen Turnieren auch Weltmeisterschaften aus. Bei den nationalen Turnieren werden teilweise auch nationale Meister für die jeweilige Turnierserie in den einzelnen Wertungskategorien gekürt. Die Deutsche Meisterschaft wird vom Bundesverband für Country- und Westerntanz (BfCW) als dem zuständigen Fachverband mit besonderer Aufgabenstellung des DTV ausgerichtet.
Ein zahlenmäßiger Weltrekord wurde am 7. November 2015 im chinesischen Xianghe von Beijing Redance League Technology Co. Ltd. mit 18.431 Tänzern aufgestellt.

## Line Dance im Film
- Urban Cowboy, 1980
- Happy, Texas, 1999
- Willkommen im Westerwald, 2008
- Footloose, 2011
- Back for Good, 2018
- Wild Rose, 2018

### Lehrbücher
- NTA-Dance-Fundamentals-Referenzhandbuch (Englisch, fasst Grundlagen von Tanztechnik zusammen)
- Astrid Kaeswurm: Von Anchor Step bis Weave: das Handbuch für Line Dancer. 3. Auflage. Piding, 2016.

### Periodika
- Living Linedance – deutsche Zeitschrift
- Linedancer Magazine – englische Zeitschrift
- NTA-Mitgliederblatt (Englisch, interne Publikation der NTA, enthält jeweils mehrere Artikel im Umfang einer A4-Seite über Tanztechnik für Trainer)
- Rosenbriefe (Deutsch, private Lehrbriefe und Neuigkeiten für den süddeutschen Raum von Rose Grimmer, um ca. 2000, heute eingestellt)